# Гудиев, Виталий Казимирович
Вита́лий Казими́рович Гуди́ев (род. 22 апреля 1995, Владикавказ) — российский футболист, вратарь тольяттинского «Акрон». Сын вратаря Казимира Гудиева.

## Карьера
Профессиональную карьеру начал в 2011 году в «Алании». 24 июня 2011 года в матче на первенство ФНЛ против «Мордовии» дебютировал в основном составе, выйдя на 85 минуте на замену вместо Давида Гиголаева. Матч завершился победой «Алании» 4:0.
На высшем уровне дебютировал 27 октября 2012 года в игре против «Зенита», отыграв полный матч.
14 февраля 2014 года подписал контракт с грозненским «Тереком».
31 мая 2022 года по истечении контракта покинул клуб, который к тому времени стал называться «Ахмат».
14 июля 2022 года подмосковные «Химки» объявили о подписании игрока на правах свободного агента.
26 июня 2023 года стал игроком воронежского «Факела», заключив двухлетний контракт.
23 июня 2025 года перешёл в тольяттинский «Акрон», заключив трёхлетний контракт.